# Stefania Careddu
Stefania Careddu (Bérgamo, 13 de enero de 1945) es una actriz italiana de cine y teatro.

## Carrera
Nacida en Bérgamo, es hija de la escritora Marianna Frigeni. Hizo su debut en el cine en 1965 en un pequeño papel en la película de Gianni Puccini I soldi, y el año siguiente tuvo su primer papel importante en la película de Nelo Risi Andremo in città. Después de realizar varios papeles de reparto, incluidas algunas participaciones en el género spaghetti western en las que se acreditaba con el nombre de Kareen O'Hara, Careddu se retiró de la actuación.

## Filmografía seleccionada
- I soldi (1965)
- Andremo in città (1966)
- Any Gun Can Play (1967)
- Don Juan in Sicily (1967)
- Your Turn to Die (1967)
- Johnny Hamlet (1968)
- When Women Were Called Virgins (1972)
- Il marito in collegio (1977)